# خودکشی آماندا تاد

آماندا میشل تاد (به انگلیسی: Amanda Michelle Todd) دختر نوجوان ۱۵ ساله کانادایی بود که بر اثر زورگیری مجازی در ۱۰ اکتبر ۲۰۱۲ دست به خودکشی زد. او که عکس برهنه‌اش در اینترنت پخش شده‌بود، در مدت بیش از ۲ سال مورد آزار و اذیت اینترنتی از سوی افراد گوناگون از جمله همکلاسی‌هایش قرار گرفته بود. آماندا پیش از آنکه دست به خودکشی زند، در سپتامبر ۲۰۱۲ با منتشر کردن ویدئویی در یوتیوب و با نشان دادن کارت‌هایی داستان خود را بازگو کرد.

## پیش زمینه
آماندا حدود زمانی که تنها ۱۲ سال سن داشت، با هدف پیدا کردن دوستان جدید و ارتباط با مردم از طریق فضای اینترنت اقدام به گفتگوی ویدئویی (Video Chat) با فردی ناشناس می‌کند. آماندا پس از مدتی تصویری از سینه‌های عریان خود را برای فرد ناشناس به نمایش می‌گذارد. فرد ناشناس آماندا را تهدید می‌کند که اگر بدن خود را به او نشان ندهد تصاویر او را در اینترنت پخش خواهد کرد. در میان تعطیلات کریسمس سال بعد آماندا متوجه می‌شود که تصاویر برهنه او در اینترنت به صورت گسترده پخش شده‌است و این باعث افسردگی شدید دختر نوجوان می‌شود. پدر و مادر آماندا به مکان دیگری نقل مکان می‌کنند و به دنبال آن آماندا را به مدرسهٔ دیگری می‌فرستند. در آنجا آماندا با پسری آشنا می‌شود و این قضیه او را بسیار خوشحال می‌کند، اما پسر جوان قصد داشتن ارتباط جنسی با آماندای نوجوان را داشته‌است. دوست دختر پسر جوان پس از بازگشت از تعطیلات از این رابطه اطلاع پیدا می‌کند و به همراه گروهی از دانش آموزان مدرسه به آماندا حمله می‌کنند و او را با الفاظ و کلماتی رکیک تحقیر می‌کنند و به‌شدت دختر نوجوان را کتک می‌زنند. پس از این حادثه افسردگی آماندا شدیدتر می‌شود و آماندا به استفاده از مواد مخدر و الکل روی می‌آورد و نیز اقدام به خودزنی می‌کند.

## یوتیوب
در تاریخ ۷ سپتامبر ۲۰۱۲ آماندا ویدئویی ۹ دقیقه‌ای از خودش در یوتیوب قرار می‌دهد و در آن کارت‌هایی را در دستانش دارد که در آن شرح حوادثی که بر او رفته را نوشته‌است.

## خودکشی
سرانجام جسد آماندا تاد نوجوان در تاریخ ۱۰ اکتبر ۲۰۱۲ در خانه‌اش پیدا می‌شود.